# Bellerose (attore)
Bellerose, pseudonimo di Pierre Le Messier (Beauvais, 1592 – Conflans-Sainte-Honorine, 16 gennaio 1670), è stato un attore teatrale francese.

## Biografia

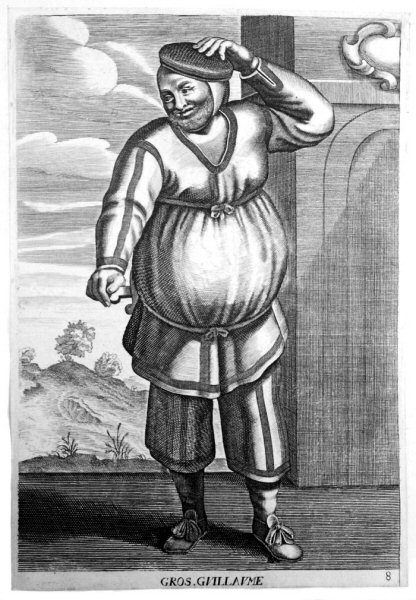
Gros-Guillaume

Bellerose esordì nel 1609 nella compagnia dei Comédiens du Roi sotto la direzione di Valleran Le Conte; dopo la morte di quest'ultimo, intorno al 1615, rimase nella compagnia itinerante, eseguendo un lungo tirocinio in provincia, la cui amministrazione fu diretta fino al 1634 da Gros-Guillaume, successivamente dopo la morte di quest'ultimo Bellerose diventò la guida della compagnia.

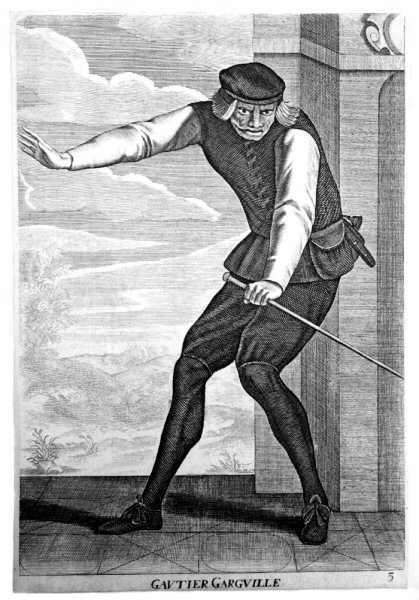
Gaultier-Garguille

Bellerose si allontanò dallo stile delle star comiche della compagnia (Gaultier-Garguille, Gros-Guillaume, Guillot-Gorgu), imponendo un tipo di recitazione alieno dal declamato, introducendo sotto l'influenza del genere pastorale, un certo decoro nel genere di teatro comico e sotto la sua direzione, la compagnia ebbe un nuovo repertorio drammatico, voluto e protetto dal cardinale Richelieu.
Apprezzato per la recitazione piana e antiretorica, invece alcuni contemporanei gli rimproverarono un'affettazione eccessiva nel gioco scenico («guarda sempre dove deve mettere il cappello nel timore di sciuparne le piume»).
Eccelse soprattutto nelle pastorali e nella commedia e creò diversi ruoli importanti nel teatro di Pierre Corneille.
Bellerose rimase a capo della compagnia del Théâtre de l'hôtel de Bourgogne fino al 1647, quando consegnò la sua carica a Floridor. La somma piuttosto alta che ha poi versato il suo successore per acquistare i suoi costumi di scena mostra lo spettacolare cambiamento sociale e il miglioramento materiale che il teatro parigino aveva conosciuto negli ultimi dieci anni.
Il personaggio al quale il suo nome è particolarmente legato fu Dorante ne Il bugiardo (Menteur) di Corneille.
Bellerose è noto anche per i suoi tentativi di accaparrarsi gli attori della compagnia di Molière.
Bellerose sposò l'attrice Nicole Gassot, detta M.lle Bellerose.